# Люсі Рі

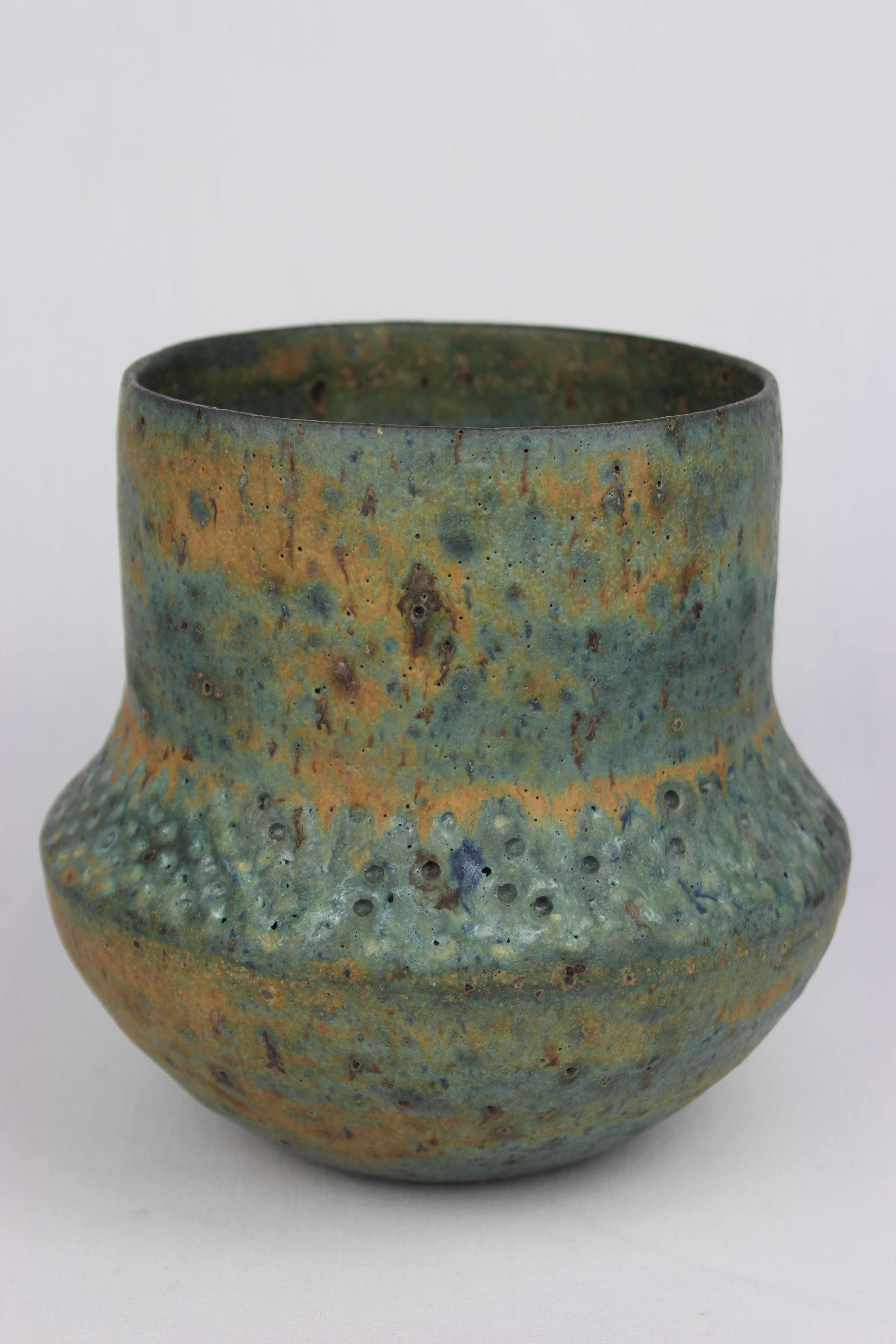
Ваза Люсі Рі

Дама Люсі Рі (нім. Lucie Rie, нар. 16 березня 1902, Відень, Австрія — 1 квітня 1995, Лондон, Англія) (нім. вимова: [lʊtsiː ʀiː]) — британська гончарка австрійського походження. Дама-командор Ордену Британської імперії (DBE).

## Життя

### Ранні роки та освіта
Люсі Гомперц народилася у Відні, Нижня Австрія, Австро-Угорщина, молодша дитина Бенджаміна Гомперца, єврейського лікаря, який був консультантом Зигмунда Фрейда. У неї було два брати, Пауль Гомперц і Тедді Гомперц. Пауль Гомперц загинув на італійському фронті в 1917 році. Люсі мала ліберальне виховання.
Вивчала гончарство під керівництвом Майкла Повольни у Віденській художній школі, школі мистецтв і ремесел, пов'язаній з Віденськими майстернями, куди вона вступила в 1922 році.

### Кар'єра

#### Відень

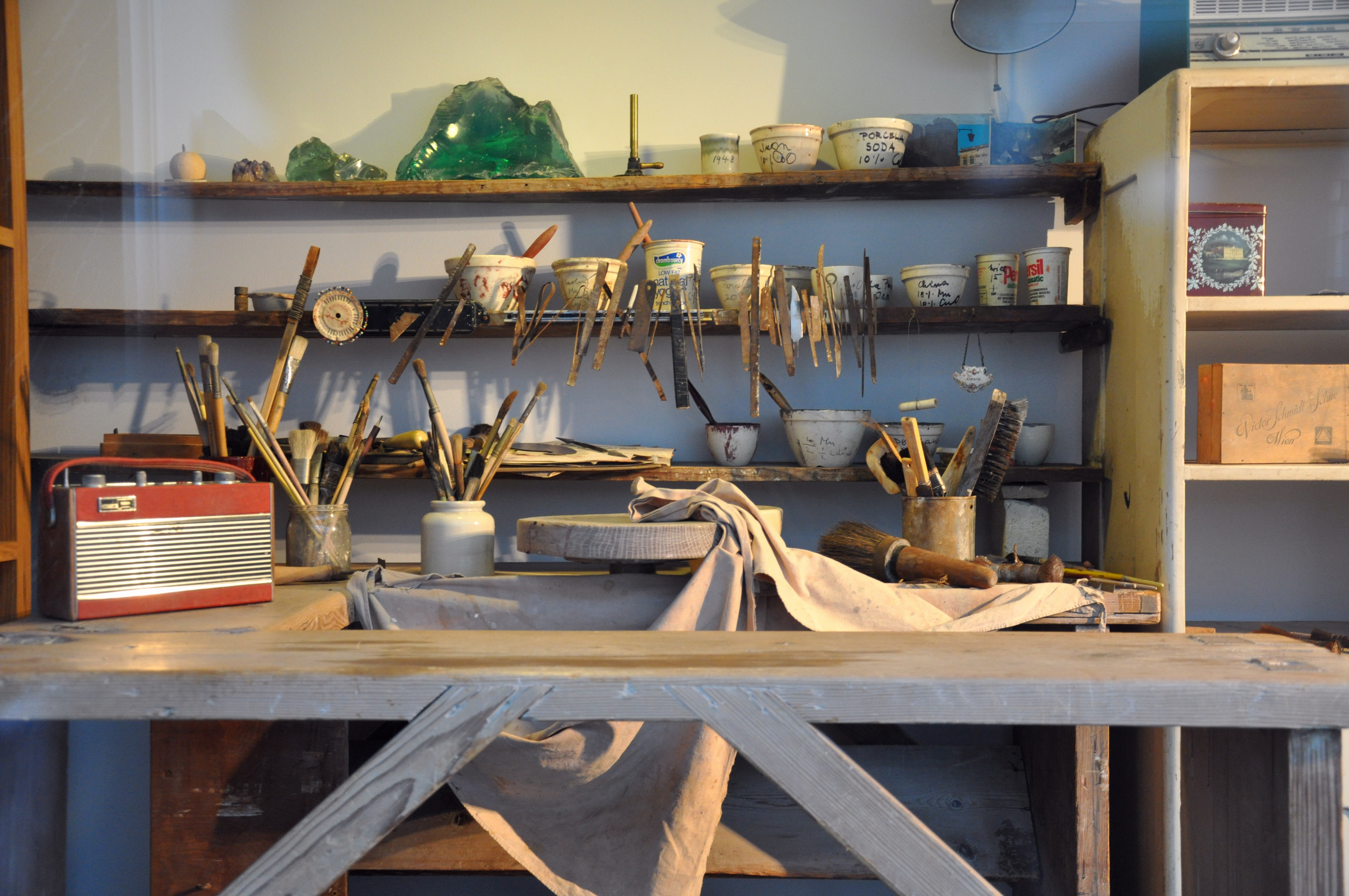
Майстерня Люсі Рі, виставлена в Музеї Вікторії та Альберта в Лондоні.

Перебуваючи у Відні, дядько Люсі з боку матері мав колекцію мистецтва, яка надихнула її на інтерес до археології та архітектури. Вперше її надихнула колекція римської кераміки її дядька, яку розкопали в передмісті Відня. Вона створила свою першу студію у Відні в 1925 році і того ж року виставлялася на Паризькій міжнародній виставці. На неї вплинули неокласицизм, югендстиль, модернізм і японізм.
У 1937 році Рі отримала срібну медаль на Паризькій міжнародній виставці (виставка, для якої Пабло Пікассо намалював «Герніку»). Рі провела свою першу персональну виставку як гончар у 1949 році.

#### Лондон
У 1938 році Рі втекла з нацистської Австрії та емігрувала до Англії, де оселилася в Лондоні. Приблизно в цей час вона розлучилася з Гансом Рі, бізнесменом, за якого вийшла заміж у Відні в 1926 році, і їхній шлюб було розірвано в 1940 році. Деякий час вона надавала житло іншому австрійському емігранту, фізику Ервіну Шредінгеру. Під час і після війни, щоб звести кінці з кінцями, вона виготовляла керамічні ґудзики та прикраси для модних магазинів від кутюр. Деякі з них зараз виставлені в лондонському Музеї Вікторії та Альберта та як частина колекції Лізи Сейнсбері в Центрі візуальних мистецтв Сейнсбері Університету Східної Англії, Норвіч.
У 1946 році Рі найняла Ганса Копера, молодого чоловіка без досвіду роботи з керамікою, щоб він допоміг їй обпалити ґудзики. Незважаючи на те, що Копер був зацікавлений у навчанні скульптурі, вона відправила його до гончаря на ім'я Гебер Метьюз, який навчив його робити горщики на колесі. Рі та Копер виставлялися разом у 1948 році. Копер став партнером у студії Рі, де він залишався до 1958 року. Їхня дружба тривала до смерті Копера в 1981 році.
Маленька студія Рі була на Albion Mews, 18, вузькій вулиці з переобладнаними конюшнями поблизу Гайд-парку в Лондоні. Вона запрошувала багатьох людей до своєї майстерні та була відома тим, що пригощала відвідувачів чаєм і тістечками. Студія залишилася майже незмінною протягом 50 років, коли вона займала її, і була реконструйована в галерею кераміки Музею Вікторії та Альберта.
Рі була подругою Бернарда Ліча, одного з провідних діячів британської студії кераміки середини 20-го століття, і її вразили його погляди, особливо щодо «повноти» горщика. Але, незважаючи на його тимчасовий вплив, її яскраво-кольорова, делікатна, модерністська кераміка стоїть окремо від стриманої, сільської, східної роботи Ліча. З 1960 до 1972 року вона викладала в коледжі мистецтв Камбервелл.
Люсі Рі отримала кілька нагород за свої роботи та виставлялася з великим успіхом. Її найвідомішими творіннями є вази, пляшки та чаші, які черпали натхнення в Японії, а також у багатьох інших місцях. Є й інші роботи, такі як ґудзики, які вона заповідала своєму близькому другові, японському дизайнеру Іссі Міяке і чаші, включно з власною чашкою для яйця, яку вона подарувала видавцеві Сьюзан Шоу.

### Смерть

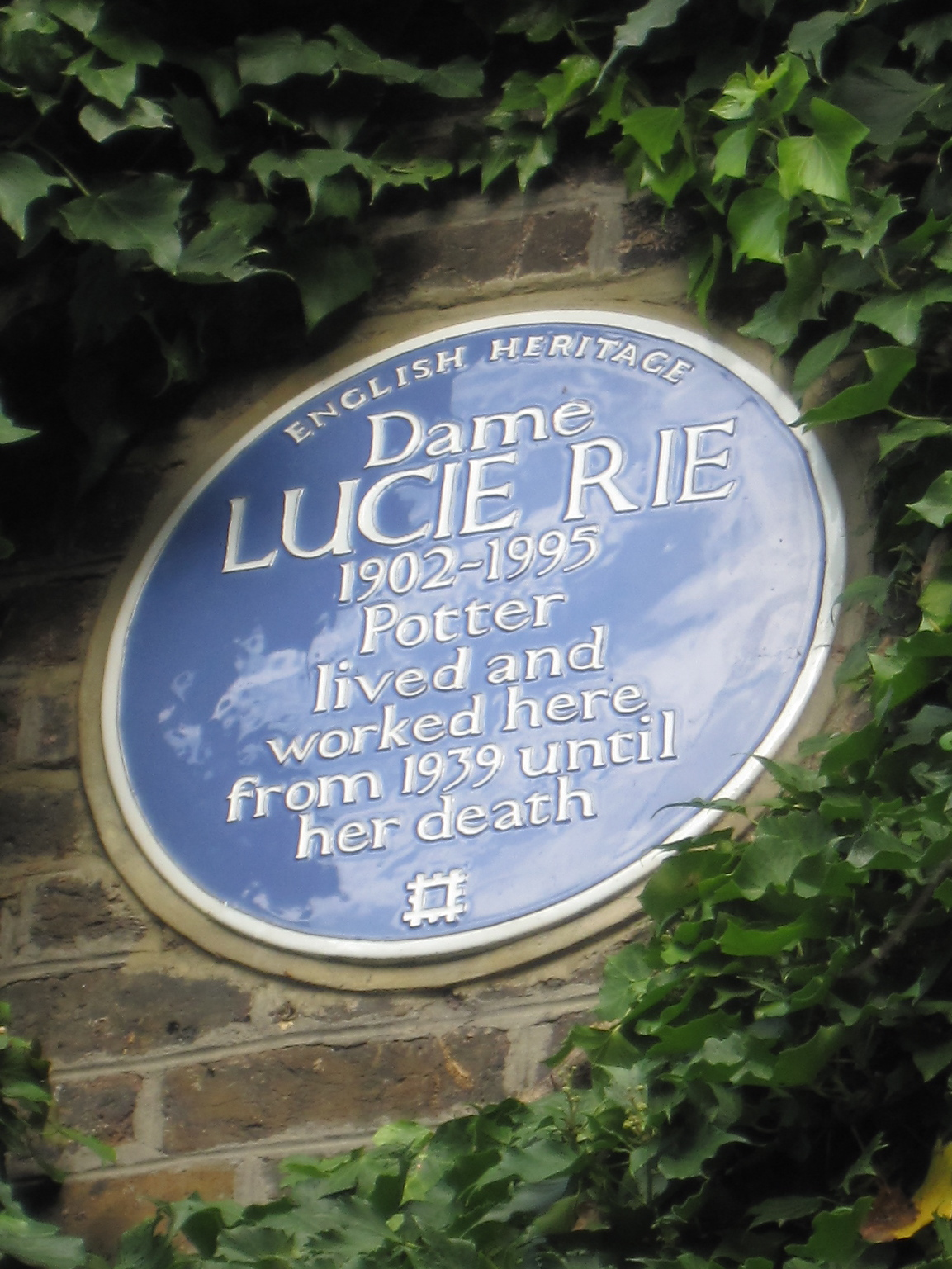
Блакитна табличка на її колишньому будинку на Albion Mews, 18, Паддінгтон, Лондон

Рі припинила виготовляти кераміку у 1990 році, коли пережила перший із кількох інсультів. Вона померла вдома в Лондоні 1 квітня 1995 року у віці 93 років.

## Спадщина
Роботу Рі називають космополітичною. Найбільше вона запам'яталася своїми формами миски та пляшки. Її кераміка представлена в колекціях по всьому світу, зокрема в Музеї сучасного мистецтва в Нью-Йорку, Йоркській художній галереї у Великій Британії, Музеї мистецтв Карнегі в Піттсбурзі та Музеї Пейслі в Шотландії. Вона вплинула на багатьох протягом своєї 60-річної кар'єри та розробила дуже винахідливу обробку в печі. Її майстерню перенесли та реконструювали в новій галереї кераміки в Музеї Вікторії та Альберта, відкритому в 2009 році. Рі отримала звання Дами Ордена Британської імперії (анг. Dame Commander (DCE)), після того, як викладала в Школі мистецтв Камбервелла з 1960 по 1971 роки.

## Нагороди та відзнаки
- 1937 Срібна медаль на Паризькій міжнародній виставці
- 1968 Офіцер Ордена Британської імперії (OBE)[22]
- 1969 Почесний доктор Королівського коледжу мистецтв[11]
- 1981 Командор Ордена Британської імперії (CBE)
- 1991 Дама-командор Ордена Британської імперії (DBE)[15]
- 1992 Почесний доктор Університету Геріот-Ватт[27]